# 二歧蓼
二歧蓼（学名：Polygonum dichotomum），为蓼科蓼属下的一个种。